# Chaguanas
Chaguanas ist eine Stadt in Trinidad und Tobago. Als Borough bildet sie eine selbständige Verwaltungseinheit, vergleichbar einer deutschen kreisfreien Stadt. Es ist die nach der Einwohnerzahl größte Stadt des Inselstaates.

## Lage
Chaguanas liegt in Zentraltrinidad, etwa 18 Kilometer südlich der Hauptstadt Port of Spain. Die Stadt liegt formell am Golf von Paria, ist von diesem jedoch durch einen unbewohnten, etwa einen Kilometer breiten, südlichen Ausläufer des Caroni Swamp getrennt. Geographisch liegt das Stadtgebiet am westlichen Rand der Caroni Plain, einer die Hälfte der Insel in West-Ost-Richtung durchziehenden Tiefebene, die durch die Northern Range und die Central Range begrenzt wird. Der Cunupia River und der Caparo River fließen durch Chaguanas in Richtung Golf und bildeten lange Zeit die nördliche und südliche Begrenzung der Stadt. Das Borough Chaguanas grenzt an drei Verwaltungsregionen: San Juan-Laventille im Nordwesten, Tunapuna-Piarco im Nordosten und Couva-Tabaquite-Talparo im Osten und Süden.

## Geschichte
Der Name „Chaguanas“ wurde dem Areal durch spanische Siedler gegeben, geht aber zurück auf die „Chaguanes“, einen Indianerstamm, der in präkolumbianischen Zeiten in der Region ansässig war. Eine Besiedlung des Areals während der spanischen Kolonialherrschaft 1592 bis 1797 ist nicht nachgewiesen. Nach der Eroberung Trinidads durch die Briten 1797 wurde im heutigen Siedlungsgebiet großflächig Zuckerrohr und Kakao angebaut; nach wenigen Jahren existierten bereits eine Zuckerraffinerie der Familie Woodford, eine Zuckerrohrplantage der Familie Robinson und eine Kokosnuss- und Kakaoplantage der Familie de Verteuil. Die Anbindung an Port of Spain und San Fernando erfolgte zunächst (und bis 1928) per Schiff, in den 1860er-Jahren wurde dann aber eine Straße nach Port of Spain gebaut. Von 1880 bis Mitte des 20. Jahrhunderts war Chaguanas an das damals existierende Eisenbahnnetz Trinidads, konkret an die Verbindung Port of Spain-Rio Claro,  angeschlossen, was der Stadt nochmals einen wirtschaftlichen Aufschwung bescherte.
Von 1941 bis 1949 befand sich im südlichen Teil von Chaguanas die Carlsen Air Force Base, ein US-Luftwaffenstützpunkt, der im Zuge des vielfach kritisierten Zerstörer-für-Stützpunkte-Abkommen an die USAAF verliehen wurde. Nach 1949 wurde das Gelände in Agrarland umgewandelt, das größtenteils von National Flour Mills bewirtschaftet wird.
Bis 1990 war Trinidad in Countys unterteilt, Chaguanas gehörte zum County Caroni. Im Rahmen einer Verwaltungsreform (Municipal Corporations Act No. 21) wurden 1990 sämtliche Countys aufgelöst und neue Verwaltungseinheiten geschaffen, dabei wurde Chaguanas auf Grund seiner Größe in ein eigenes Borough umgewandelt.
| Jahr | Einwohner |
| ---- | --------- |
| 1980 | 6.177     |
| 1988 | 8.000     |
| 2000 | 67.433    |
| 2011 | 83.516    |

Bis Ende der 1980er-Jahre war Chaguanas eine Kleinstadt mit unter 10.000 Einwohnern. Dann setzte jedoch ein rasantes Wachstum ein, für das es im Wesentlichen zwei Gründe gibt. Zum einen begann der Bau mehrerer Shopping Malls, durch die sich Chaguanas als Handelszentrum der Insel präsentierte, ein Image, das sich bis heute erhalten hat. Zum anderen war das Bauland in Chaguanas günstig, was die Stadt als Wohnort für Einwohner von Port of Spain und San Fernando attraktiv machte. Statistiken zeigen, dass das rasante Wachstum von Chaguanas im Wesentlichen mit sinkenden Einwohnerzahlen in Port of Spain und San Fernando korrespondiert. Ein beiden Punkten zu Grunde liegender Faktor ist die mit dem Ölboom der 1970er- und 1980er-Jahre einhergehende Erhöhung der Kaufkraft.

## Wirtschaft und Verkehr
Chaguanas bildet einen Verkehrsknotenpunkt in Zentraltrinidad. Die beiden großen Nord-Süd-Highways treffen mitten in der Stadt zusammen: Der von Port of Spain kommende Uriah Butler Highway endet in Chaguanas, der Sir Solomon Hochoy Highway beginnt hier und führt nach San Fernando im Süden. Bedingt durch die zentrale Lage und die gute Verkehrsanbindung ist die Stadt das Handelszentrum Zentraltrinidads, was sich unter anderem durch Büros zahlreicher in- und ausländischer Banken sowie vier große Shopping Malls manifestiert. Durch das ungeplante und unkontrollierte Wachstum der Stadt seit den 1980er-Jahren leidet Chaguanas unter hohem Verkehrsaufkommen.
Auf Grund seiner Lage in der zentralen Tiefebene war Chaguanas stets ein Agrarzentrum. In den Jahren vor 2003 wurde der Agrarsektor vom Unternehmen Caroni (1975) Limited dominiert, einem staatlichen Konglomerat mit Schwerpunkt auf Zuckererzeugung und -verarbeitung. Ein wirtschaftshistorischer Rückschlag auch für Chaguanas war die Liquidierung des Konzerns durch die damalige trinidadische Regierung 2003. Mit Alston Building Enterprises hat der größte karibische Hersteller von Ziegeln, Fenstern und Türen seinen Sitz in Chaguanas, ebenso Chief Brand Products, der größte Hersteller von Gewürzen und Würzmitteln in der Karibik und die Kiss Baking Company, größter trinidadischer Hersteller von abgepackten Backwaren.

## Verwaltung, Politik und öffentliche Einrichtungen
Trinidad und Tobago gliedert sich in drei verschiedene, an das britische System angelehnte Verwaltungseinheiten: „Cities“, „boroughs“ und „regional corporations“, in Deutschland vergleichbar mit Stadtstaaten, kreisfreien Städten und Bundesländern. Chaguanas hat den Status eines „boroughs“, die verwaltungsrechtliche Aufwertung zu einer „city“ wird ob des rasanten Bevölkerungswachstums diskutiert. Chaguanas ist unterteilt in acht Wahlbezirke:
- Felicity/Endeavour
- Enterprise South
- Edinburgh/Longdenville
- Enterprise North
- Charlieville
- Montrose
- Monroe Road/Caroni Savannah Road
- Cunupia

Die kleinste Verwaltungseinheit in Trinidad und Tobago ist die „community“, vergleichbar einem Stadt- oder Ortsteil. Chaguanas ist in 19 Communities unterteilt:
| Community           | Einwohner |
| ------------------- | --------- |
| Enterprise          | 14.434    |
| Munroe Settlement   | 1.646     |
| Jerningham Junction | 4.816     |
| Esmeralda           | 1.972     |
| Homeland Gardens    | 1.764     |
| Lendore Village     | 1.809     |
| Felicity            | 7.641     |
| St. Charles Village | 5.320     |
| Endeavour Village   | 4.449     |
| Edinburgh 500       | 8.462     |
| Edinburgh Gardens   | 937       |
| Lange Park          | 4.042     |
| Petersfield         | 1.180     |
| Chaguanas Proper    | 2.610     |
| St. Thomas Village  | 335       |
| Montrose Village    | 4.298     |
| Charlieville        | 7.462     |
| Cunupia             | 3.225     |
| Longdenville        | 7.100     |
| Summe               | 83.516    |

In Chaguanas befindet sich ein Campus der University of Trinidad and Tobago. Eine weitere Bildungseinrichtung ist das Sugarcane Feeds Centre, eine staatliche landwirtschaftliche Forschungs- und Schulungseinrichtung.
Der in Enterprise beheimatete Fußballverein Crown Trace FC gewann 2014 den „Power of Football“-Wettbewerb der FIFA, eine Auszeichnung für Personen oder Organisationen, die durch Fußball positiv auf ihre Umwelt einwirken.
Es besteht eine Städtepartnerschaft mit Lauderhill (Vereinigte Staaten).

## Persönlichkeiten
- V. S. Naipaul (1932–2018), Schriftsteller
- Jacey Harper (* 1980), Leichtathlet
- Reyare Thomas (* 1987), Sprinterin
- Sparkle McKnight (* 1991), Leichtathletin